# Макамбако
Макамбако — город и одноимённый административный округ в области Нджомбе в горах на юге Танзании примерно в 40 милях к северу города Нджомбе по дороге. Расположен на пересечении дорог А104 и B4. Население согласно переписи 2002 Танзании — 51 049.
Плато Макамбако — одна из трёх агроэкологических зон области Нджомбе, две другие — Восточное нагорье и плато Нджомбе.
На плато выращивают кукурузу, а город Макамбако известен производством томатов.

## Культура

### Этнические группы
Крупнейшая этническая группа в городе — бена. Они живут большими полигамными семьями, в среднем на женщину приходится более пяти детей. Сельское хозяйство — обязанность женщин, почти все из них заняты в этой сфере.

### Язык
Жители говорят на кисови, диалекте языка бена (кибена).

## Железнодорожный транспорт
Макамбако лежит на трассе железной дороги ТАНЗАМ, связавшей в 1975 году Дар-эс-Салам с месторождениями медной руды в Замбии. Железнодорожный мост в Макамбако был завершён уже к середине 1973 года.